# Парни в лодке (фильм)
«Парни в лодке» или «Мальчики в лодке» (англ. The Boys in the Boat) — американский художественный фильм 2023 года режиссёра Джорджа Клуни, экранизация одноимённой книги Дэниела Джеймса Брауна, рассказывающей о команде гребцов из Вашингтонского университета, которые победили на Олимпийских играх в Берлине в 1936 году. Главные роли в ней сыграли Джоэл Эдгертон, Каллум Тёрнер, Джек Малхерн, Сэм Страйк, Люк Слэттери, Том Элмс. Картина получила умеренно положительные оценки критиков.

## Сюжет
Пожилой Джо Рэнтц, наблюдая за тем, как его внук гребет на лодке, с ностальгией вспоминает юность. В 1936 году он — бедный студент-инженер Вашингтонского университета, живёт в заброшенной машине и питается консервами. Через две недели нужно платить за обучение, а денег у Джо нет, и его товарищ Роджер Моррис предлагает пойти в команду по гребле. Обоих берут в команду юниорской лиги университета, они получают комнату в общежитии и постоянное питание.
Университетский тренер Эл Ульбриксон ставит перед собой цель победить команду Калифорнийского университета и попасть на Олимпийские игры в Берлине. Юниоры и основная команда тренируются вместе, пытаясь синхронизировать греблю в быстром темпе. Тренер понимает, что основная команда недостаточно быстра, а юниорская сильна, но неопытна. Он возвращает Бобби Моха, опытного, но своенравного рулевого, предупредив, что тот должен подчиняться приказам. На регате Тихоокеанского побережья Бобби задаёт быстрый темп, и команда Вашингтонского университета одерживает победу с рекордным результатом, хотя Ульбриксон планировал гонку в стабильном темпе.
На четырёхмильной регате в Покипси в Нью-Йорке, победитель которой должен был отправиться на Олимпиаду, Эл поручает Бобби стартовать медленно и дать соперникам устать, а потом довести скорость до 35 гребков в минуту. Тот стартует с 28 гребков, в середине дистанции ускоряется до 36 и финиширует с 40 гребками в минуту, снова одержав уверенную победу. Команда и сообщество собирают 5 тысяч долларов на поездку, и гребцы прибывают в Берлин. Они устанавливает олимпийский рекорд в квалификационном заплыве, хотя это дорого обходится Дону Хьюму — заболевшему члену команды.
На финальном соревновании присутствует Адольф Гитлер, который ждёт, что германская команда завоюет золотую медаль. Бобби, не услышав стартовый выстрел, плохо начинает, Хьюм с трудом справляется с греблей. Однако Бобби уговаривает команду грести со скоростью 42 удара в минуту, а за 300 метров до финиша переходит на 46. Американцы выигрывают золото с минимальным отрывом от Италии и Германии.
В финале картины пожилой Джо выходит из задумчивости и говорит внуку, что его команда из восьми человек всегда была единой.

## В ролях
- Каллум Тёрнер — Джозеф Ранц
- Джоэл Эдгертон — Элвин Албриксон, тренер
- Алек Ньюман
- Джек Малхерн
- Сэм Страйк
- Люк Слэттери
- Том Элмс
- Джеймс Уок — Томас Боллс
- Крис Диамантопулос

## Создание и релиз
В марте 2011 года The Weinstein Company купила права на экранизацию книги Дэниела Джеймса Брауна «Парни в лодке». Режиссёром должен был стать Кеннет Брана, продюсерами — Донна Джильотти и Джуди Хоффлунд. В октябре 2018 года Lantern Entertainment, купившая активы The Weinstein Company, заключила контракт с Metro-Goldwyn-Mayer Pictures о дистрибьюции картины по всему миру. В марте 2020 года стало известно, что режиссёром и продюсером проекта стал Джордж Клуни, а сценарий напишет Марк Л. Смит.
Производством фильма занялись кинокомпании MGM, Spyglass и Smokehouse. В картине сыграл ряд молодых актёров: Джек Малхерн, Сэм Страйк, Люк Слэттери, Томас Элмс, Том Варей, Брюс Хербелин-Эрл, Уил Кобан, Хадли Робинсон; к касту присоединился и Джоэл Эдгертон. Съёмки начались в марте 2022 года, они проходили в США и Великобритании.
Первый показ прошёл 7 декабря 2023 года в одном из кинотеатров Сиэтла. 11 декабря в Лос-Анджелесе состоялась официальная премьера. 25 декабря «Парни в лодке» вышли в театральный прокат в США, 12 января — в Великобритании.

## Оценки
На сайте-агрегаторе отзывов Rotten Tomatoes «Парни в лодке» получили рейтинг 58 % со средней оценкой 6,1/10. Рецензенты с этого ресурса признали сюжет вдохновляющим, но режиссуру Клуни сочли слишком традиционной. На сайте Metacritic фильм получил 54 балла из 100 возможных, что указывает на «смешанные или средние» отзывы. Зрители, опрошенные CinemaScore, дали ему среднюю оценку «А» по шкале от А+ до F, среди зрителей, опрошенных PostTrak, 86 % оценили картину положительно.
Шери Линден из The Hollywood Reporter отметила в своей рецензии, что временами фильму не хватает остроты, но в целом он уверенно выполняет свои задачи. Билдж Эбири из Vulture назвал картину «невыразительной», но при этом «плавно срежиссированной и элегантно смонтированной». Джордан Хоффман (The Messenger) оценил «Парней в лодке» на 6,2/10 как «немного старомодный» и предсказуемый, но в целом качественный фильм. Схожей была оценка Брайана Лоури из CNN. Питер Брэдшоу из The Guardian поставил фильму 2 звезды из 5, написав, что «Клуни способен на большее».